# Padus cornuta
Padus cornuta là loài thực vật có hoa trong họ Hoa hồng. Loài này được (Wall. ex Royle) Carrière mô tả khoa học đầu tiên năm 1869.